# El hombre perseguido por un OVNI
Pour plus de détails, voir Fiche technique et Distribution.
El hombre perseguido por un OVNI est un film espagnol réalisé par Juan Carlos Olaria, sorti en 1976.

## Synopsis
Un groupe d'extraterrestres aux desseins obscurs, tente d'enlever un écrivain en panne d'inspiration.

## Fiche technique
- Titre : El hombre perseguido por un OVNI
- Titre international : The Man of Ganimedes
- Réalisation : Juan Carlos Olaria
- Scénario : Juan Carlos Olaria et Juan Xiol
- Musique : Víctor Olcina
- Photographie : Francisco Marín
- Montage : Albert Gasset Nicolau
- Production : Antonio Díaz del Castillo
- Société de production : Interplanetary Films
- Pays d'origine :  Espagne
- Format : Couleurs - 2,35:1 - Mono - 35 mm
- Genre : Science-fiction
- Durée : 95 minutes
- Dates de sortie : 
  -  Espagne : 1976

## Distribution
- Manuel Bronchud : le conducteur
- Lynn Endersson : Carol
- Richard Kolin : Alberto Oliver
- Dámaso Muní : l'amant de Carol
- Juan Olaria : le commissaire Durán
- José María Montserrat : un mutant
- Jesús Ortega : un mutant
- Juan Osca : un mutant
- Rosario Vineis : un mutant

## Autour du film
- Le tournage, qui débuta en mai 1972, fut bouclé assez rapidement par le cinéaste, qui projeta une copie de travail, dépourvue de bande son, durant le festival de Sitges. Les journalistes présents trouveront le film lourd et ennuyeux, décourageant le réalisateur. Un an s'écoula, avant qu'il ne rencontre le réalisateur Juan Xio Marchal, qui lui propose de revoir entièrement le film. L'histoire est étoffée et il est décidé de faire appel à Lynn Endersson, actrice habituée des films coquins, pour y ajouter quelques scènes érotiques. Quelques stock-shots de la NASA sont également utilisés pour rendre l'ensemble plus spectaculaire. Mais la mauvaise réputation du film ne motivant pas les distributeurs à exploiter le film, plusieurs années s'écouleront avant qu'il ne soit finalement projeté en Espagne[1].